# Cold Hatton
Cold Hatton – osada w Anglii, w hrabstwie Shropshire, w dystrykcie (unitary authority) Telford and Wrekin. Cold Hatton jest wspomniana w Domesday Book (1086) jako Hatune.